# Sprintermästaren

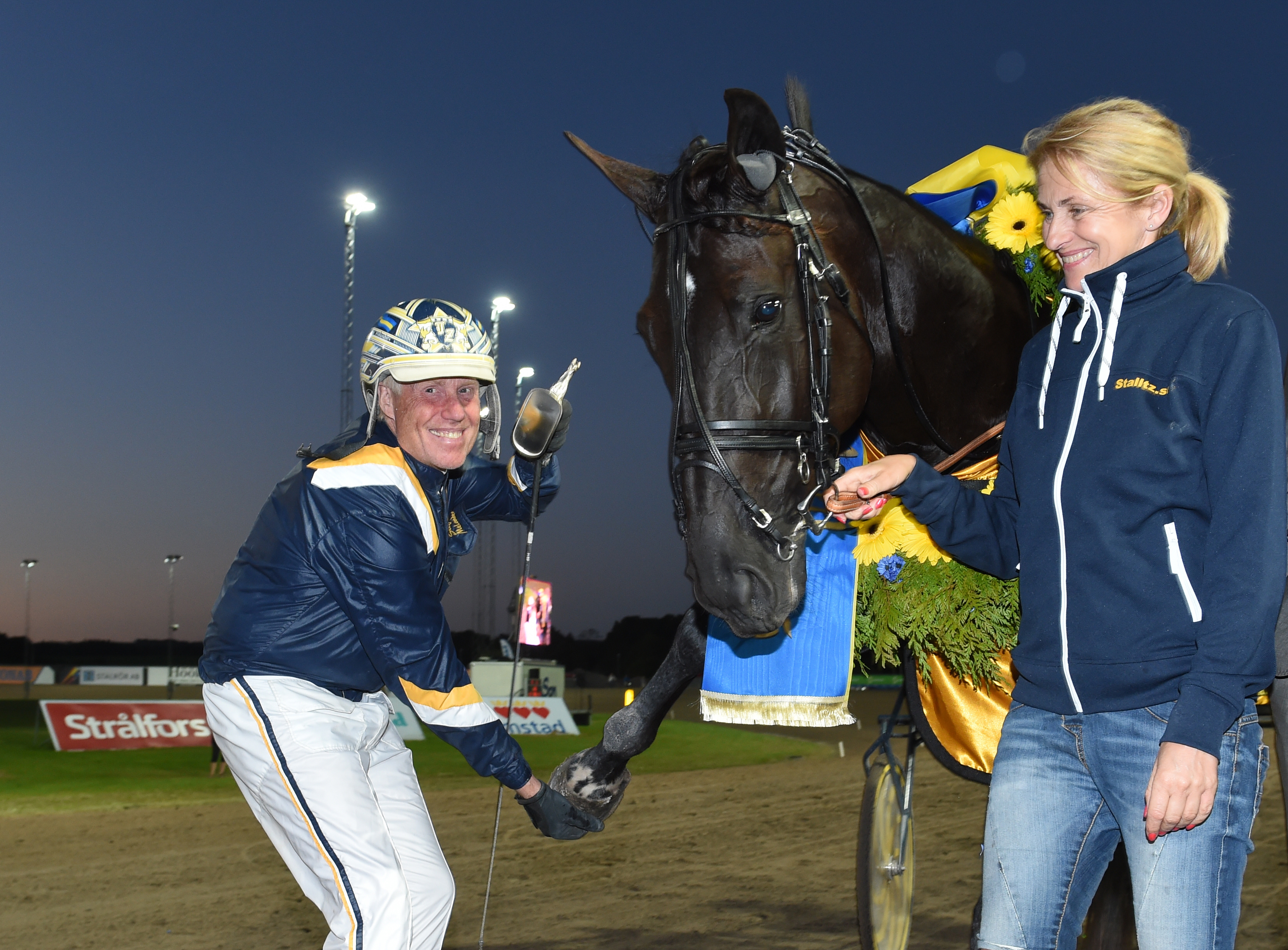
Nuncio entouré de Stefan Melander et Catarina Lundström, après la victoire en 2015.

Le Sprintermästaren (« champions sprinters ») est une course hippique de trot attelé se déroulant au mois de juillet sur l'hippodrome d'Halmstad, en Suède.
C'est une épreuve de Groupe I réservée aux chevaux de 4 ans composée de cnq courses qui se courent sur la distance de 1 609 mètres (1 mille), départ à l'autostart. Trente-deux coucurrents sont répartis en quatre batteries de huit dont les deux premiers de chaque sont qualifiés pour la finale, ainsi que les deux meilleurs troisièmes (au temps). En 2025, l'allocation pour chaque batterie est de 217 000 SEK, dont 100 000 SEK pour le vainqueur, et de 2 400 000 SEK (environ 213 300 €) pour la finale, dont 1 200 000 SEK pour le vainqueur.

## Palmarès depuis 1992
| Année | Vainqueur        | Pays       | Père              | Driver               | Réd.km |
| ----- | ---------------- | ---------- | ----------------- | -------------------- | ------ |
| 2025  | Far Wise As      | Suède      | Face Time Bourbon | Carl Johan Jepson    | 1'10"8 |
| 2024  | Crown            | États-Unis | Chapter Seven     | Erik Adielsson       | 1'10"3 |
| 2023  | Hustle Rain      | Suède      | Raja Mirchi       | Magnus A. Djuse      | 1'10"  |
| 2022  | Francesco Zet    | Suède      | Father Patrick    | Örjan Kihlström      | 1'09"4 |
| 2021  | Önas Prince      | Suède      | Chocolatier       | Per Nordström        | 1'09"8 |
| 2020  | Don Fanucci Zet  | Suède      | Hard Livin        | Örjan Kihlström      | 1'09"6 |
| 2019  | Tae Kwon Deo     | Suède      | Muscle Hill       | Adrian Kolgjini      | 1'10"9 |
| 2018  | Perfect Spirit   | États-Unis | Andover Hall      | Örjan Kihlström      | 1'10"2 |
| 2017  | Diamanten        | Suède      | Adrian Chip       | Christoffer Eriksson | 1'10"  |
| 2016  | Uncle Lasse      | États-Unis | Donato Hanover    | Örjan Kihlström      | 1'09"3 |
| 2015  | Nuncio           | États-Unis | Andover Hall      | Stefan Melander      | 1'10"  |
| 2014  | Happy Days       | Suède      | Dream Vacation    | Johnny Takter        | 1'10"7 |
| 2013  | Quid Pro Quo     | Suède      | Yankee Glide      | Ulf Ohlsson          | 1'11"  |
| 2012  | Brad de Veluwe   | Finlande   | Andover Hall      | Tuomas Korvenoja     | 1'09"7 |
| 2011  | Orecchietti      | Suède      | From Above        | Örjan Kihlström      | 1'10"7 |
| 2010  | You Bet Hornline | Suède      | San Pellegrino    | Robert Bergh         | 1'11"1 |
| 2009  | Lavec Kronos     | Suède      | Enjoy Lavec       | Lutfi Kolgjini       | 1'09"7 |
| 2008  | Dust All Over    | Suède      | Super Arnie       | Örjan Kihlström      | 1'11"4 |
| 2007  | Naughty Nunu     | États-Unis | Conway Hall       | Erik Adielsson       | 1'11"9 |
| 2006  | Fantasy Broline  | Suède      | General November  | Robert Bergh         | 1'11"9 |
| 2005  | Profit Ås        | Suède      | Promising Catch   | Erik Adielsson       | 1'11"3 |
| 2004  | Gentleman        | Suède      | Gentle Star       | Örjan Kihlström      | 1'11"8 |
| 2003  | Calvin Capar     | Suède      | Supergill         | Hans-Owe Sundberg    | 1'12"3 |
| 2002  | Scarlet Knight   | Suède      | Pine Chip         | Stefan Melander      | 1'12"5 |
| 2001  | First Lavec      | Suède      | Mr Lavec          | Jim Frick            | 1'13"2 |
| 2000  | Rydens Sensation | Suède      | Alf Palema        | Jorma Kontio         | 1'12"7 |
| 1999  | Beijing Boy      | Suède      | Super Arnie       | Dan Widegren         | 1'13"2 |
| 1998  | Jolly Rocket     | Suède      | Atas Rocket       | Per Lennartsson      | 1'13"  |
| 1997  | Kramer Boy       | Suède      | Sugarcane Hanover | Johnny Takter        | 1'12"1 |
| 1996  | Regent Broline   | Suède      | Speedy Somolli    | Stig Henry Johansson | 1'15"3 |
| 1995  | Mr Lavec         | Suède      | Speedy Somolli    | Jimmy W. Takter      | 1'12"4 |
| 1994  | Serena           | Suède      | Nuclear Kosmos    | Christer Nylander    | 1'13"9 |
| 1993  | Top Royal        | Suède      | Spotlite Lobell   | Lennart Forsgren     | 1'13"4 |
| 1992  | Ciceron Örn      | Suède      | Mr Drew           | Lars-Ove Lunneryd    | 1'15"4 |